# Вепски език
Вепският език принадлежи към балто-финската група на угро-финското езиково семейство. Говори се от около 7000 души живеещи в южната част на Република Карелия, както и в Ленинградската и Вологодската област в Русия.

## Обща характеристика
Смята се за най-архаичния в структурно отношение балто-фински език, запазил редица особености изчезнали от останалите езици.